# Vincent Cornelisz.
Vincent Cornelisz. (1469-1550) was rekenmeester in Den Haag en thesaurier-generaal in de Raad van Financiën.
Vincent Cornelisz. begon zijn carrière in dienst van de graaf van Holland als klerk in de Haagse Rekenkamer. Hij wist al snel op te klimmen tot rekenmeester, een functie die hij van 1509 tot 1541 heeft bekleed. In 1531 was hij reeds benoemd tot gecommitteerde in de Raad van Financiën te Brussel, waar hij in 1546 thesaurier-generaal werd. Deze laatste functie bekleedde hij tot zijn dood.
Vincent Cornelisz., ook wel bekend als 'De Groote Vincent', wist tijdens zijn carrière vele bezittingen te verwerven en stond in hoog aanzien in de Nederlanden. In de literatuur komt hij ook wel voor als Vincent Cornelisz. van Mierop, maar zelf tekende hij steevast met 'Vincent Cornelisz'. Zijn zoon Cornelis liet zich wel 'van Mierop' noemen. 
Naast de verschillende stadhouders van Holland was Vincent Cornelisz. samen met Gerrit van Assendelft wellicht de belangrijkste Hollandse ambtenaar uit de eerste helft van de zestiende eeuw.